# Żłobin Podolski
Żłobin Podolski (biał. Жлобін-Падольскі; ros. Жлобин-Подольский) – węzłowa stacja kolejowa w miejscowości Żłobin, w rejonie żłobińskim, w obwodzie homelskim, na Białorusi. Węzeł linii Żłobin - Mozyrz - Korosteń z linią do Homla.